# Riba de Saelices
Riba de Saelices è un comune spagnolo di 111 abitanti situato nella comunità autonoma di Castiglia-La Mancia.

## Monumenti e luoghi d'interesse
- Cueva de los Casares, grotta con incisioni rupestri risalenti al paleolitico.